# Zachodni Fundusz Inwestycyjny NFI
Zachodni Fundusz Inwestycyjny NFI SA – spółka notowana na Giełdzie Papierów Wartościowych w Warszawie, zawiązana przez skarb Państwa jako jeden z narodowych funduszy inwestycyjnych.
Według danych z lutego 2008 największymi akcjonariuszami funduszu są:
- Maciej Wandzel z podmiotami zależnymi – 21,96% akcji i głosów na WZA;
- Maciej Zientara z podmiotami zależnymi – 17,40%;
- Władysław Knabe – 7,67%.

Pozostali posiadają 52,97% akcji i głosów.
W grudniu 2009 roku fundusz został przejęty przez NFI Progress. Akcjonariusze funduszu otrzymali akcje NFI Progress,  a sam Zachodni Fundusz Inwestycyjny, przestał być notowany na Giełdzie Papierów Wartościowych w Warszawie z dniem 28 grudnia 2009 roku.